# Il y a toujours un fou
Pour plus de détails, voir Fiche technique et Distribution.
Il y a toujours un fou (titre original : Einer spinnt immer) est un film germano-autrichien réalisé par Franz Antel sorti en 1971.

## Synopsis
Il y a quelque temps, les choses allaient mal pour le boulanger Hugo Haase, puisque le supermarché Billa récemment ouvert dans la petite ville de Neuhofen menaçait de lui enlever des clients, quand soudain le vent a de nouveau tourné : son petit fils et ses amis ont secrètement mis de la moutarde dans les petits pains à l'ouverture du supermarché, pour que les clients soient détournés vers la boulangerie de Hugo. Hugo apprend également qu'une tante par alliance est décédée et l'a déclaré héritier universel. Avant de se rendre à Vienne pour la lecture du testament, Hugo engage rapidement le jeune Uwe Falk comme nouveau compagnon boulanger, ce dernier doit reprendre l'activité de boulangerie en son absence. En fait Uwe est diplômé en commerce et le petit ami de Grit, la fille d'Hugo, et il veut lui demander la main de Grit, cependant il n'a aucune idée de la pâtisserie.
Hugo apprend à Vienne qu'il a hérité d'une somme à cinq chiffres. Une partie lui est immédiatement versée en milliers. Quand il se rend dans un café de la Tour du Danube, il doit changer de l'argent car il n'en a que des billets de milliers sur lui. La jeune chasseuse de millionnaires Clarisse l'entend et attire l'attention d'Hugo en simulant une tentative de suicide. Au cours des jours suivants, elle accompagne Hugo dans toutes ses affaires d'héritage, il dépense beaucoup d'argent pour elle. Clarisse peut même avec beaucoup de comédie persuader Hugo de partir en vacances à Venise. Elle le saoule à Venise et lui vole tout l'argent de son héritage. Il ne lui reste plus qu'un billet aller-retour pour Neuhofen.
Entretemps, la femme d'Hugo, Beate, a acheté une nouvelle camionnette de livraison pour les produits de boulangerie, qui doit être payée. Beate dit à Hugo au téléphone que ce n'est pas la peine de rentrer à la maison s'il n'apporte pas d'argent avec lui. Il fait maintenant semblant d'avoir perdu la mémoire et est admis dans un service psychiatrique à Vienne, dirigé par le docteur Klemm qui est plus fou que n'importe quel patient. Au service psychiatrique, Hugo est recueilli par le major Waldemar. Il a besoin d'un imbécile pour se présenter comme le mari August à sa nièce folle mais riche Liane, qui ne signe des chèques que devant son mari. Comme Liane pratique les arts martiaux et aime asséner les derniers coups à son mari avant de se coucher, Hugo s'enfuit de la villa du producteur de lait Waldemar, toujours en pyjama. Il se cache dans un camion et se retrouve devant l'une des usines laitières. Il monte dans l'appartement d'un chauffeur de taxi par une fenêtre ouverte, est surpris en train de voler ses vêtements et est maintenant traqué comme un cambrioleur. En cavale, il casse un toit et se retrouve avec des faussaires qui le prennent pour le messager secret et lui confient deux valises pleines de fausse monnaie. Comme ça devient trop pour lui, Hugo se laisse reconduire en psychiatrie.
Beate l'y attend déjà et il y a une course-poursuite entre les infirmières qui veulent attraper le patient Hugo et les faussaires qui veulent récupérer leur fausse monnaie. Hugo se réfugie dans une boutique, où il rencontre aussitôt Clarisse, qui s'est trouvé un nouvel homme riche. Tous finissent en psychiatrie avec le docteur Klemm. Il fait mettre Beate, Clarisse et le major Waldemar sous sédation à cause d'anomalies. Seuls les trois faussaires, qui appellent Hugo leur frère, sont autorisés à partir, car ils promettent d'apporter les "papiers" d'Hugo comme preuve de son identité ; ils se lancent dans la contrefaçon. Grit et Uwe viennent également à Vienne pour prouver l'identité d'Hugo. Le docteur Klemm, cependant, ne les croit pas, mais plutôt les faussaires qui suivent Hugo, mais bientôt dégainent des pistolets et menacent tout le personnel. Seule Liane met fin à l'agitation en assommant les trois faussaires à coups de poing de karaté.
Tout s'éclaire : Liane croit reconnaître son mari August dans l'une des infirmiers et laisse partir Hugo. Il fait libérer sa femme Beate du service psychiatrique en lui faisant promettre de ne plus jamais se disputer avec lui. Clarisse trouve avec le docteur Klemm une nouvelle victime. À Neuhofen, Hugo reçoit un accueil solennel, car Uwe a sauvé la boulangerie en son absence : comme il ne peut pas faire de petits pains lui-même, il a acheté les petits pains bon marché au marché de Billa et les a revendus à un prix plus élevé dans la boulangerie. C'est ainsi qu'une coopération s'est développée dont les deux vendeurs de produits de boulangerie ont bénéficié. Dans le même temps, Uwe avait tellement échoué dans sa propre tentative de cuisson d'escargots aux noix qu'ils ont fait du pain d'épice, qui à son tour est un best-seller et est maintenant également inclus dans la gamme de Billa. Grit et Uwe sont maintenant en couple. L'avenir de la boulangerie Haase est tracé : en très peu de temps, elle sera devenue une grande entreprise dans laquelle les petits pains sont fabriqués à la machine.

## Fiche technique
- Titre : Il y a toujours un fou
- Titre original : Einer spinnt immer
- Réalisation : Franz Antel assisté de Claus von Boro
- Scénario : Franz Antel (sous le nom de Willy Pribil)
- Musique : Gerhard Heinz (de)
- Direction artistique : Nino Borghi
- Photographie : Hanns Matula
- Montage : Claus von Boro
- Production : Franz Antel, Carl Szokoll
- Société de production : Neue Delta Filmproduktions-GmbH, Terra-Filmkunst
- Société de distribution : Constantin Film
- Pays d'origine :  Allemagne de l'Ouest,  Autriche
- Langue : allemand
- Format : Couleur - 1,66:1 - Mono - 35 mm
- Genre : Comédie
- Durée : 87 minutes
- Dates de sortie :
  -  Allemagne de l'Ouest : 30 juillet 1971.
  -  France : 21 juin 1972[1].

## Distribution
- Georg Thomalla : Hugo Haase
- Terry Torday (hu) : Clarisse
- Elfie Pertramer : Beate Haase
- Eva Basch : Grit Haase
- Uwe Friedrichsen : Uwe Falk
- Brigitte Grothum : Liane
- Jacques Herlin : le docteur Klemm
- Gunther Philipp : Major Waldemar
- Ralf Wolter : Le notaire
- Herbert Fux : un malfrat
- Erich Kleiber (de) : un malfrat
- Otto Ambros : le manager du supermarché
- Margit Cizek : la secrétaire du docteur Klemm
- Carlo Böhm : Neubauer
- Franz Muxeneder : le gardien du bain
- Paula Elges : Mme Huber
- Ossi Wanka : un jeune
- Erich Padalewski : un policier à Venise
- Marika Kilius : Marika Kulius
- Hans-Jürgen Bäumler : Hans-Jürgen Bäumler

## Production
Il y a toujours un fou est réalisé à Neuhofen, Vienne et Venise.
Marika Kilius et Hans-Jürgen Bäumler font un caméo comme des patineurs artistiques.
Teri Tordai est doublée par Rose-Marie Kirstein.